# BLUE (RCサクセションのアルバム)
『BLUE』（ブルー）は、1981年に発表されたRCサクセションのアルバム。

## 解説
RCサクセション（以下、RCと略す。）の6枚目のアルバムである。前作がエンジニアの技術的問題でか細く軽いサウンドに仕上がってしまった反省から、リハーサルスタジオに16chのレコーダーを持ち込み一発録りを基本として制作された。収録曲は以前からのライブでのレパートリー曲や、不遇期に書き溜めてあったものが大半である。
LP発売当時の帯コピーは「退屈なこの国に、ニューアルバムが届く」。
なお、当時のRCは、5人編成となっての再デビューアルバム『RHAPSODY』（1980年6月発売）より本作まで、約1年半の間にベスト盤を含め4枚ものアルバムを発表する「量産体制」であった。

## 収録曲
1. ロックン・ロール・ショー
（作詞・作曲：RCサクセション）
  - ハイハットが効果的に入るドラムスのイントロに重く引きずるようなギターリフが絡んでいる。
2. Johnny Blue
（作詞・作曲：忌野清志郎・仲井戸麗市）
  - 古井戸時代の仲井戸の「飲んだくれジョニィ」を改作。
3. 多摩蘭坂
（作詞・作曲：忌野清志郎）
  - 東京・三多摩地区に新たな名所[1]を作ることとなった。
4. ガ・ガ・ガ・ガ・ガ
（作詞・作曲：G忌麗）
  - 歪んだギターの音にハモンドとホーンが絡むRC解釈によるR&Bナンバー。
5. まぼろし
（作詞・作曲：忌野清志郎）
  - 自殺した忌野の同級生の「幻」を歌った曲。自分の中の「神」に早く近くに来てくれと呼びかけている。
6. チャンスは今夜
（作詞・作曲：忌野清志郎・仲井戸麗市）
  - RCで初めて仲井戸がリードボーカルをとった曲。チャック・ベリーを彷彿させるシンプルなR&R。コンサートでの定番のナンバーとなる。
7. よそ者
（作詞・作曲：忌野清志郎・仲井戸麗市・奥津光洋）
8. あの娘のレター
（作詞・作曲：忌野清志郎・仲井戸麗市）
  - シングルカットされる予定だったが、歌詞中の「ポリ公」という表現がレコ倫に引っかかりリリースすることができなかった。本アルバムの中では該当部分にノイズが被せられ、歌詞カードでも伏字となっている。ただし、欄外に「■ ■ ■ この部分、職業差別用語に繊細な感受性をお持ちの方々の御意向を汲みまして、レコードでは割愛させていただきました。なお、ライブでは勝手に使わせていただきますので、ご不満のお残りの方は、コンサートに来てお楽しみ下さい」と人を食ったようなRC独特の表現で経緯と対応が記されている。

## メンバーおよびスタッフ
- RCサクセション
  - 忌野清志郎 - ボーカル、ギター
  - 仲井戸麗市 - ギター、ボーカル
  - 小林和生 - ベース、コーラス
  - 新井田耕造 - ドラムス
  - G2 - キーボード
- ブルーデイ・ホーンズ
  - 梅津和時 - アルトサックス
  - 片山広明 - テナーサックス
  - 安田伸二 - トランペット
  - 佐藤春樹 - トロンボーン
  - 板谷博 - トロンボーン
- 三宅伸治 - コーラス
- 小林金助 - エンジニア
- 前田一郎、森川欣信 - ディレクター

## CD:UPCY-7058
2015年10月7日にRCのデビュー45周年記念企画として、本アルバムにボーナス・トラック2曲を収めた『BLUE+2』がSHM-CDで再発売された。

### 収録曲
1. ロックン・ロール・ショー
2. Johnny Blue
3. 多摩蘭坂
4. ガ・ガ・ガ・ガ・ガ
5. まぼろし
6. チャンスは今夜
7. よそ者
8. あの娘のレター
9. ボスしけてるぜ（作詞・作曲：忌野清志郎）
10. キモちE（作詞・作曲：忌野清志郎）

### クレジット
- リマスタリング・エンジニア：zAK
- ライナー・ノーツ：森内淳

## カバー
チャンスは今夜
- 奥田民生（2011年2月23日、仲井戸麗市のトリビュート・アルバム『OK!!! C'MON CHABO!!!』収録）

## 主な文献
- 愛しあってるかい（JICC出版局 1981年）
- GOTTA!忌野清志郎（忌野清志郎伝、角川文庫、1988年）
- 遊びじゃないんだっ!（RCサクセション20周年記念、マガジンハウス、1990年）
- 日々の泡立ち 真説RCサクセション（インタビュー集、ロッキング・オン、1991年）
- 月刊カドカワ・1992年3月号「総力特集 清志郎の遺言」（角川書店、1992年）
- 生卵（忌野清志郎デビュー25周年記念 河出書房新社、1995年）
- ロック画報・2002年10号「特集 RCサクセションに捧ぐ」（ブルース・インターアクションズ、2002年）
- 別冊宝島 音楽誌が書かないJポップ批評 忌野清志郎のブルースを捜して（宝島社、2006年）

ほか